# Палац Мальцевих у Сімеїзі

## Мальцеви і Симеїз - передісторія палацових земель
Становлення Симеїзу, як курортного міста напряму пов'язане з сім'єю Мальцевих - відомого роду, якому Російська імперія завдячує розвитком торгово-промислової сфери, та заснуванням у 1723 році Василем Мальцевим заводу з виробництва скла і кришталю.
Так, 1828 року Іван Акимович Мальцев, онук основоположника скловиробництва, придбав 30 десятин землі у графа Феодосія Дмитровича Ревеліоті, одного із шести великих власників земель в Симеїзі. Це були урочища "Кокос" та "Ай-Панда". За існуючою легендою, ці землі було придбано тому, що під час своєї подорожі по Криму Іван Акимович купався в морі та загубив обручку, як наслідок - дуже засмутився через цю прикрість. Його друг, Олександр Грибоєдов, для того, щоб розвіяти душевний смуток Мальцева, запропонував йому викупити прилеглі до берега території, щоб втрачений перстень залишився у власника.
Чи мала якесь підґрунтя ця легенда - невідомо, але вже через чотири роки ще 4 десятини 1428 кв.сажнів придбано у Громадянського губернатора Тавриди Дмитра Васильовича Наришкіна та 127 десятин 1484 кв. сажні у місцевого татарина. Скуповування землі не припинялося протягом всього наступного десятиліття. Останнім надбанням Івана Акимовича стали 50 десятин, продані Олександрою Станіславіною Потоцькою. На придбаних землях почали вирощувати виноград і розвивати виноробство. Оскільки більше вільних територій на той час біля Симеїзу не було, купівля будинку виявилася неможливою.

## Будівництво палацу
Мрію батька про власний маєток в Криму реалізував його син, Сергій Іванович Мальцев, який після закінчення кар'єри військового 1849 року, того ж року, в межах своїх володінь в Симеїзі, розгортає будівництво.. Так, посеред всіх зведених будівель, найбільшу увагу привертав так званий Кришталевий палац. В основу будівлі використані дерев'яний зруб та металевий каркас, які виготовлені в Людинові (одне з міст імперії, де розвивалася мануфактура роду Мальцевих) та кіньми привезені до Кримського півострову. Ззовні будинок виглядав повністю скляним, його оточували скляні веранди, а тому все це радше нагадувало кришталеву коробку, ніж будинок.

## Архітектура палацу
Найбільш повне уявлення про оформлення і влаштування палацу можна отримати з описання доктора В.І.Чугіна, що відвідував Симеїз.
За його словами будинок нагадував двоповерховий скляний сарай, який умовно можна розділити на дві частини. До першої належить підковоподібний дерев'яний зруб, що має на кутах двері для входу до кімнат. Навколо ж  зроблена галерея, внутрішньою стіною якої є зруб, а зовнішньою - так звана "скляна оболонка", оскільки замість традиційних будівельних матеріалів, як то цегла чи дерев'яні дошки, використані скляні рами.
На першому поверсі розміщувалися величезна вітальна зала, з якої можна було піднятися на другий поверх вузькими гвинтовими сходами, їдальня та оранжерея. На другому поверсі планування кімнат було аналогічне.
Доктор Чугін також акцентує увагу про відсутність на стінах всередині палацу штукатурки чи шпалер - натомість була лише сіро-брудна фарба. Вікна кімнат великі, з виходом до скляної галереї, але можливостей для достатнього провітрювання приміщень не передбачалося, оскільки особливості їх розташування або не забезпечували надходження повітря, або створювали протяг.
В будинку також було розміщено 2 "кришталеві" кімнати, стіни яких були повністю скляні.

## Розміщення та використання маєтку
З північної частини палацу розташовувався парк, а поруч були побудовані дерев'яні будиночки-дачі та готель на 20 номерів, які орендували відпочивальники.
"Кришталевий" палац Мальцевих також винаймався відпочивальниками, але мав досить сумнівну перевагу перед дачами, що розташовувалися навколо. Причиною була непристосованість будівлі до спекотних умов, адже скло створювало ефект теплиці, що унеможливлювало перебування всередині навіть нетривалий час. Хоча, і на такі умови знаходилися бажаючі.
Проте оригінальність і прогресивність ідеї будівництва "Кришталевого" палацу в період його існування заперечити важко.

## Причина зникнення палацу
В 1889 році, 23 квітня палац Мальцевих повністю згорів. Полум'я поширилося на всю будівлю з кімнати камердинера Івана Лифлянцева - пожежа виникла через випадково перекинуту гасову лампу. Старання відпочивальників та робітників загасити вогонь виявилися марними.
Через шість років, у 1895 році на місці палацу побудували пансіон, що мав 24 кімнати. Родина Мальцевих здавала приміщення в оренду відпочивальникам, серед яких були і друзі та знайомі сім'ї.